# Colt Ace
Colt Ace або Colt Service Model Ace було розроблено як недорогу зброю з низькою віддачою для навчання військових для стрільби з пістолета Модель 1911.

## Історія
В той час як пістолет Colt 1911 заряджався потужним набоєм .45 ACP, зовнішньо схожий на нього Colt Ace заряджався менш потужним набоєм .22 LR. Відповідно, військові, поліція або цивільні стрільці могли стріляти з пістолета Ace без віддачі та витрат, як у пістолеті 1911, але з тією самою ергономікою та прицільним зображенням. Окрім ранніх моделей, стволи цієї зброї мали рухливий патронник, який посилював відбій для перезаряджання важкого затвора.
Рухливий патронник міг забруднюватися та застрягати, що призводило до збоїв у подачі набоїв. При польовому розбиранні пістолета Ace поворотна пружина знімається після зняття затвора. Ежектор можна прибрати до знімання ствола, а рухливий патронник треба розташувати вертикально до зняття ствола з затвора. Після зняття ствола, рухливий патронник треба повернути та від'єднати від столу для чищення. Коли екстрактор вставлено в ствол, задня частина екстрактора повинна входити в задній отвір затвора.

## Користувачі
- США
  - ВМС США: Використовували пістолет для навчання, він мав назув Pistol, Caliber .22, Colt, Service Ace (1950)[3] та Pistol, Caliber .22 Colt, Ace (1960).[4]